# Lipskyella annua
Lipskyella annua là một loài thực vật có hoa trong họ Cúc. Loài này được (C.Winkl.) Juz. mô tả khoa học đầu tiên.